# Lars Svensson (Eishockeyspieler)
Lars Åke Svensson (* 30. Juni 1926 in Stockholm; † 25. Juni 1999 ebenda) war ein schwedischer Eishockeytorwart. 

## Karriere
Lars Svensson begann seine Karriere als Eishockeyspieler bei UoIF Matteuspojkarna, für dessen Profimannschaft er von 1947 bis 1952 in der Division 1, der damals höchsten schwedischen Spielklasse, aktiv war. Anschließend verbrachte er drei Jahre bei dessen Ligarivalen AIK Solna, ehe er in der Saison 1955/56 für Hammarby IF auflief. Anschließend beendete er seine Karriere im Alter von 30 Jahren. 

### International
Für Schweden nahm Svensson an den Olympischen Winterspielen 1952 in Oslo sowie 1956 in Cortina d’Ampezzo teil. Bei den Olympischen Winterspielen 1952 gewann er mit seiner Mannschaft die Bronzemedaille. Als bestes europäisches Team wurde Schweden zudem Europameister. 

## Erfolge und Auszeichnungen
- 1952 Bronzemedaille bei den Olympischen Winterspielen